# Rodolfo Quezada Toruño
Rodolfo Quezada Toruño (Città del Guatemala, 8 marzo 1932 – Città del Guatemala, 4 giugno 2012) è stato un cardinale e arcivescovo cattolico guatemalteco.

## Biografia
È ordinato sacerdote il 21 settembre 1956.
Ottiene il dottorato in diritto canonico presso la Pontificia Università Gregoriana di Roma.
Il 5 aprile 1972 papa Paolo VI lo nomina vescovo ausiliare di Zacapa mentre l'11 settembre 1975 lo stesso pontefice gli affida l'incarico di vescovo coadiutore della medesima sede.
Succeduto per coadiutoria il 16 febbraio 1980, dal 24 giugno 1986 ricopre anche l'ufficio di prelato di Santo Cristo de Esquipulas, avendo papa Giovanni Paolo II unito aeque principaliter le due circoscrizioni ecclesiastiche con la bolla Qui pro munere.
Presiede la Conferenza Episcopale Guatemalteca dal 1988 al 1992 e dal 2002 al 2006.
Il 19 giugno 2001 è promosso arcivescovo di Guatemala.
Papa Giovanni Paolo II lo innalza alla dignità cardinalizia nel concistoro del 21 ottobre 2003.
Il 2 ottobre 2010 papa Benedetto XVI accetta la sua rinuncia al governo pastorale dell'arcidiocesi di Santiago di Guatemala per raggiunti limiti d'età.
L'8 marzo 2012 compie ottanta anni, perdendo il diritto di partecipare ai futuri conclavi.
È stato membro del Pontificio consiglio della cultura e della Pontificia commissione per l'America Latina.
Muore in seguito alle complicazioni di un'occlusione intestinale alle 6 del 4 giugno 2012, all'età di 80 anni. L'8 giugno è stato sepolto nella cappella di Santiago della cattedrale metropolitana di Guatemala.

## Genealogia episcopale e successione apostolica
La genealogia episcopale è:
- Cardinale Scipione Rebiba
- Cardinale Giulio Antonio Santorio
- Cardinale Girolamo Bernerio, O.P.
- Arcivescovo Galeazzo Sanvitale
- Cardinale Ludovico Ludovisi
- Cardinale Luigi Caetani
- Cardinale Ulderico Carpegna
- Cardinale Paluzzo Paluzzi Altieri degli Albertoni
- Papa Benedetto XIII
- Papa Benedetto XIV
- Papa Clemente XIII
- Cardinale Marcantonio Colonna
- Cardinale Giacinto Sigismondo Gerdil, B.
- Cardinale Giulio Maria della Somaglia
- Cardinale Carlo Odescalchi, S.I.
- Cardinale Costantino Patrizi Naro
- Cardinale Lucido Maria Parocchi
- Papa Pio X
- Cardinale Gaetano De Lai
- Cardinale Raffaele Carlo Rossi, O.C.D.
- Cardinale Amleto Giovanni Cicognani
- Arcivescovo Girolamo Prigione
- Cardinale Rodolfo Quezada Toruño

La successione apostolica è:
- Vescovo José Aníbal Casasola Sosa (2004)
- Vescovo Gustavo Rodolfo Mendoza Hernández (2004)
- Arcivescovo Gonzalo de Villa y Vásquez, S.I. (2004)
- Vescovo Bernabé de Jesús Sagastume Lemus, O.F.M.Cap. (2007)
- Vescovo Mario Fiandri, S.D.B. (2009)